# Memórias Sentimentais de João Miramar
Memórias sentimentais de João Miramar é um romance escrito por Oswald de Andrade, publicado em 1924, o qual inclui uma mescla de gêneros. É considerado uma das mais importantes obras do movimento modernista brasileiro, nascido na Semana de Arte Moderna de 1922.

## Estrutura
O livro é composto por 163 fragmentos, os quais são escritos em diversos estilos: missivas, poemas, citações, diálogos, fórmulas-padrão (convites, anúncios, etc), impressões, relatos de viagem, cartões-postais, etc. A sequência dos fatos não é direta, como na prosa tradicional à qual se contrapõe o livro, mas subliminar, que trespassa os diversos fragmentos, mesmo os que não se referem diretamente à história pessoal do protagonista. Relata a infância, a adolescência, a vida adulta e a velhice de João Miramar.

## Enredo
O romance acompanha a vida de João Miramar, uma espécie de caricatura do homem paulistano das classes mais abastadas - herdeiro da cultura do café, avesso às coisas brasileiras e fascinado pelo que é estrangeiro - à época da juventude de Oswald de Andrade.
João Miramar passou a infância em São Paulo. Órfão de pai, foi criado sob a influência da mãe, religiosa e austera, que ajudava uma “preta pequenina (...) de cabelos brancos”, de nome Maria da Glória.  Iniciou seus estudos em uma escola mista, mas logo em seguida foi transferido para um colégio de rapazes, onde iria conhecer alguns personagens que lhe acompanhariam ao longo da vida: José Chelinini e Gustavo Dalbert.  Dalbert partiu para a Europa, e pouco tempo depois o próprio Miramar a ele se juntaria em Paris.  Na viagem, apressada pela mãe por conta de uma doença que lhe abatera à senhora, Miramar conhecera a Europa, peregrinando por diversas cidades e retendo-se com mais vagar em Paris e Londres.  Sua viagem é abreviada por um telegrama pedindo que ele retornasse ao Brasil.
Ao chegar em São Paulo, sua mãe havia falecido. Por ocasião dos funerais, Miramar reencontra a prima Célia e apaixona-se.  Ele volta à Fazenda Nova Lombardia, de propriedade da família, e lá começa a namorar Célia.  Casam-se e vão em lua-de-mel para a Europa.  No regresso ao Brasil, estabelecem-se em São Paulo, mas a presença incômoda da família faz com que eles se mudem para o Rio.  Célia, que é de família abastada, incomoda-se com o fato de Miramar não ter uma “vocação nobilitante”.  Acercam-se de pessoas de destaque no meio cultural paulistano e o casal conhece os personagens Fíleas, um poeta, Dr. Pilatos, Machado Penumbra e o médico Dr. Pepe Esborracha.  A tia de Miramar, Gabriela, conhece na Europa José Chelinini, ex-colega de Miramar no colégio secundário, e depois vem a se casar com ele, que agora ostenta um título de conde.
Miramar dedica-se a acompanhar a cotação do café, produto das fazendas da família da esposa, e a divertir-se na noite paulistana.  Compram um automóvel, sinal de riqueza naqueles tempos.  Célia engravida e dá à luz Celiazinha, sua filha com Miramar; decidem passar uns tempos na fazenda.  Corre a Primeira Guerra Mundial.  Mlle. Rollah, uma mulher que Miramar havia conhecido em sua viagem para a Europa, foge da guerra rumo ao Brasil.  Miramar torna-se seu amante e aluga para ela uma casa, na qual a atriz passa a residir com sua mãe.  Por conta da assinatura de Mlle. Rollah com a produtora de cinema da qual Miramar torna-se sócio, juntamente com o amigo Britinho, ele transfere a atriz e sua mãe para Santos.  Miramar tem esperanças de enriquecer e, assim, suplantar a situação de ser mais pobre que a esposa.  A produtora, contudo, sofre com o desentendimento de dois dos sócios estrangeiros e Miramar sofre, na dissolução da sociedade, perdas financeiras volumosas.
Célia descobre o "affair" de Miramar e Mlle. Rollah.  Uma estranha proximidade entre o Dr. Pepe Esborracha e Célia é notada por Miramar. O romance com Mlle. Rollah permanece e faz com que Miramar abandone seus afazeres no controle das finanças da família, que passam a ser dilapidadas por Chelinini.  Célia e Miramar divorciam-se a pedido da esposa; no processo de divórcio, Chelinini depõe contra Miramar, acusando-o de embolsar o dinheiro da empresa.  Falido, Miramar é abandonado por Mlle. Rollah.  Britinho é assassinado em uma emboscada.  Morre Célia, e Miramar, com a ajuda do cunhado Pantico, passa a viver com a filha Celinha, agora milionária, em um confortável apartamento no Largo do Arouche.  Miramar interrompe abruptamente suas memórias, segundo ele em respeito à falecida esposa – já que agora é um viúvo e “precisa ser circunspecto”.

## Relações familiares
Oswald de Andrade comenta com humor,em Memórias sentimentais de João Miramar, as relações familiares e o casamento:
Casamento
- Fragmento 42: (‘Sorrento’): “(...)E uma mulher de amarelo informava a um esportivo em camisa que o casamento é um contrato indissolúvel.”
- Fragmento 62 (‘Comprometimento’): “O Forde levou-nos para igreja e notário entre matos derrubados e a vasta promessa das primeiras culturas. (...) mas o dia continuou tendo havido entre nós apenas uma separação precavida de bens.”
- Fragmento 63 (‘O Fora’): “(...) esperançosos no Rio de novas luas melarem para sempre nossos destinos entrelaçados como cipós.”
- Fragmento 90 (‘Participação’): “O conde José Chelinini (...) e D. Gabriela (...) participam a V. Exa. o seu casamento(...).”
- Fragmento 103 (‘Finanças Matrimoniais’): diálogo sobre as finanças familiares e os investimentos de Miramar em cinema.

Paternidade
- Fragmento 73 (‘Garagem e Escritório’): “(...) Célia era um circo. (...) Os domingos eram grávidos de sono.”
- Fragmento 75 (‘Natal’): “Minha sogra ficou avó.”

Divórcio
- Fragmento 141 (‘O Grande Divorciador’): “(...) E foi minha vez de ouvir num romance naturalista o dossier dactilado de meus detalhados desvios.”
- Fragmento 142 (‘Lenga-lenga’): “(...) Sua senhora, coitada, reuniu provas esmagadoras contra o seu leviano proceder.”